# Christian Banasik
Christian Banasik (* 1963 in Siemianowice Śląskie, Polen) ist ein deutscher Komponist polnischer Abstammung mit dem Schwerpunkt Elektroakustische Musik.

## Leben
Banasik lernte Klavier und experimentierte schon früh mit einem Moog-Synthesizer. Er studierte Komposition an der Robert Schumann Hochschule Düsseldorf bei Günther Becker und Dimitri Terzakis. Außerdem besuchte er Computermusik-Seminare bei Klarenz Barlow an der Musikhochschule Köln. An der Hochschule für Musik und Darstellende Kunst Frankfurt am Main machte Banasik sodann ein Aufbaustudium in Komposition (Hans Zender) und Dirigieren (Hans-Dieter Resch).
1990 gründete er mit Ralf R. Ollertz und Marina Panyiotou das Ensemble „Go Ahead“ für zeitgenössische Musik, als dessen künstlerischer Leiter er auch fungierte. Für die Komposition von Filmmusik entwickelte Banasik zwischen 1991 und 1993 die algorithmische Kompositionssoftware AFSTS 1, die eine Alternative zu MIDI-Sequencing und Notensatzprogrammen bieten sollte. In der Künstlergilde Nordrhein-Westfalen war Banasik 1994–96 Vorsitzender des Fachbereichs Musik und anschließend bis 2000 stellvertretender Bundesvorsitzender. An der Hochschule Düsseldorf unterrichtet Banasik „Audiovisuelles Design“; außerdem leitet er an der Clara-Schumann-Musikschule Düsseldorf das „Studio für Elektronische Musik“ und die Kompositionsklasse für Computermusik.
Banasiks Werk umfasst elektroakustische Musik, Soundscapes und live-elektronische Musik, außerdem Instrumental- und Vokalmusik. Des Weiteren stammen aus seiner Feder Hörspiele, Soundtracks für Tanztheater und Filmmusiken. Seine Werke wurden international aufgeführt und im Rundfunk übertragen.

## Auszeichnungen (Auswahl)
- 1991: Johann-Wenzel-Stamitz Förderpreis (Mannheim)
- 1993: Luigi-Russolo-Preis (Varese)
- 1994: 1. Preis beim 5. Kompositionswettbewerb für Synthesizer und Computermusik in (Braunschweig)
- 1995: Musikförderpreis der Landeshauptstadt Düsseldorf
- 2001: EMS-Prize für Elektronische Musik (Stockholm)
- 2006: 1. Preis beim Hör.Spiel Wettbewerb (St. Pölten)

## Belege
1. ↑  Christian Banasik. Schott Music, abgerufen am 20. September 2016.
2. ↑  „Sounds vom Schulhof“. Bundesministerium für Bildung und Forschung, archiviert vom Original (nicht mehr online verfügbar) am 20. September 2016; abgerufen am 20. September 2016.  Info: Der Archivlink wurde automatisch eingesetzt und noch nicht geprüft. Bitte prüfe Original- und Archivlink gemäß Anleitung und entferne dann diesen Hinweis.

| Personendaten    | Personendaten                |
| ---------------- | ---------------------------- |
| NAME             | Banasik, Christian           |
| KURZBESCHREIBUNG | polnisch-deutscher Komponist |
| GEBURTSDATUM     | 1963                         |
| GEBURTSORT       | Siemianowice Śląskie         |